# IC 3130
IC 3130 је четворострука звијезда у сазвјежђу Дјевица која се налази на листи објеката дубоког неба у Индекс каталогу.
Деклинација објекта је + 8° 14' 2" а ректасцензија 12h 18m 49,5s.